# Clifford Stoll
Pour les articles homonymes, voir Stoll.
 (novembre 2022).
La mise en forme du texte ne suit pas les recommandations de Wikipédia : il faut le « wikifier ».
Les points d'amélioration suivants sont les cas les plus fréquents. Le détail des points à revoir est peut-être précisé sur la page de discussion.
- Les titres sont pré-formatés par le logiciel. Ils ne sont ni en capitales, ni en gras.
- Le texte ne doit pas être écrit en capitales (les noms de famille non plus), ni en gras, ni en italique, ni en « petit »…
- Le gras n'est utilisé que pour surligner le titre de l'article dans l'introduction, une seule fois.
- L'italique est rarement utilisé : mots en langue étrangère, titres d'œuvres, noms de bateaux, etc.
- Les citations ne sont pas en italique mais en corps de texte normal. Elles sont entourées par des guillemets français : « et ».
- Les listes à puces sont à éviter, des paragraphes rédigés étant largement préférés. Les tableaux sont à réserver à la présentation de données structurées (résultats, etc.).
- Les appels de note de bas de page (petits chiffres en exposant, introduits par l'outil «  Source ») sont à placer entre la fin de phrase et le point final[comme ça].
- Les liens internes (vers d'autres articles de Wikipédia) sont à choisir avec parcimonie. Créez des liens vers des articles approfondissant le sujet. Les termes génériques sans rapport avec le sujet sont à éviter, ainsi que les répétitions de liens vers un même terme.
- Les liens externes sont à placer uniquement dans une section « Liens externes », à la fin de l'article. Ces liens sont à choisir avec parcimonie suivant les règles définies. Si un lien sert de source à l'article, son insertion dans le texte est à faire par les notes de bas de page.
- La présentation des références doit suivre les conventions bibliographiques. Il est recommandé d'utiliser les modèles {{Ouvrage}}, {{Chapitre}}, {{Article}}, {{Lien web}} et/ou {{Bibliographie}}. Le mode d'édition visuel peut mettre en forme automatiquement les références.
- Insérer une infobox (cadre d'informations à droite) n'est pas obligatoire pour parachever la mise en page.

Pour une aide détaillée, merci de consulter Aide:Wikification.
Si vous pensez que ces points ont été résolus, vous pouvez retirer ce bandeau et améliorer la mise en forme d'un autre article.
Clifford Paul "Cliff" Stoll (né le 4 juin 1950) est un astronome, auteur et enseignant américain.
Il est surtout connu pour son enquête en 1986, alors qu'il travaillait comme administrateur système au Lawrence Berkeley National Laboratory, qui a conduit à la capture du hacker Markus Hess, et pour le livre ultérieur de Stoll, The Cuckoo's Egg (en), dans lequel il détaille l'enquête.
Stoll a écrit trois livres, des articles dans la presse non spécialisée (par exemple, dans Scientific American) sur la calculatrice mécanique Curta et la règle à calcul, et est un contributeur fréquent à la chaîne YouTube de mathématiques Numberphile.

## Jeunesse et éducation
Cliff Stoll fréquente le Hutchinson Central Technical High School à Buffalo, New York. Il obtient un Bachelor of Science (diplôme équivalent à une licence en France) en astronomie en 1973 de l'Université de Buffalo (SUNY). Pendant ses études de premier cycle à SUNY Buffalo, Stoll travaille dans le laboratoire de musique électronique de l'université et est encadré par Robert Moog.
Il obtient son doctorat à l'université de l'Arizona en 1980.

## Carrière

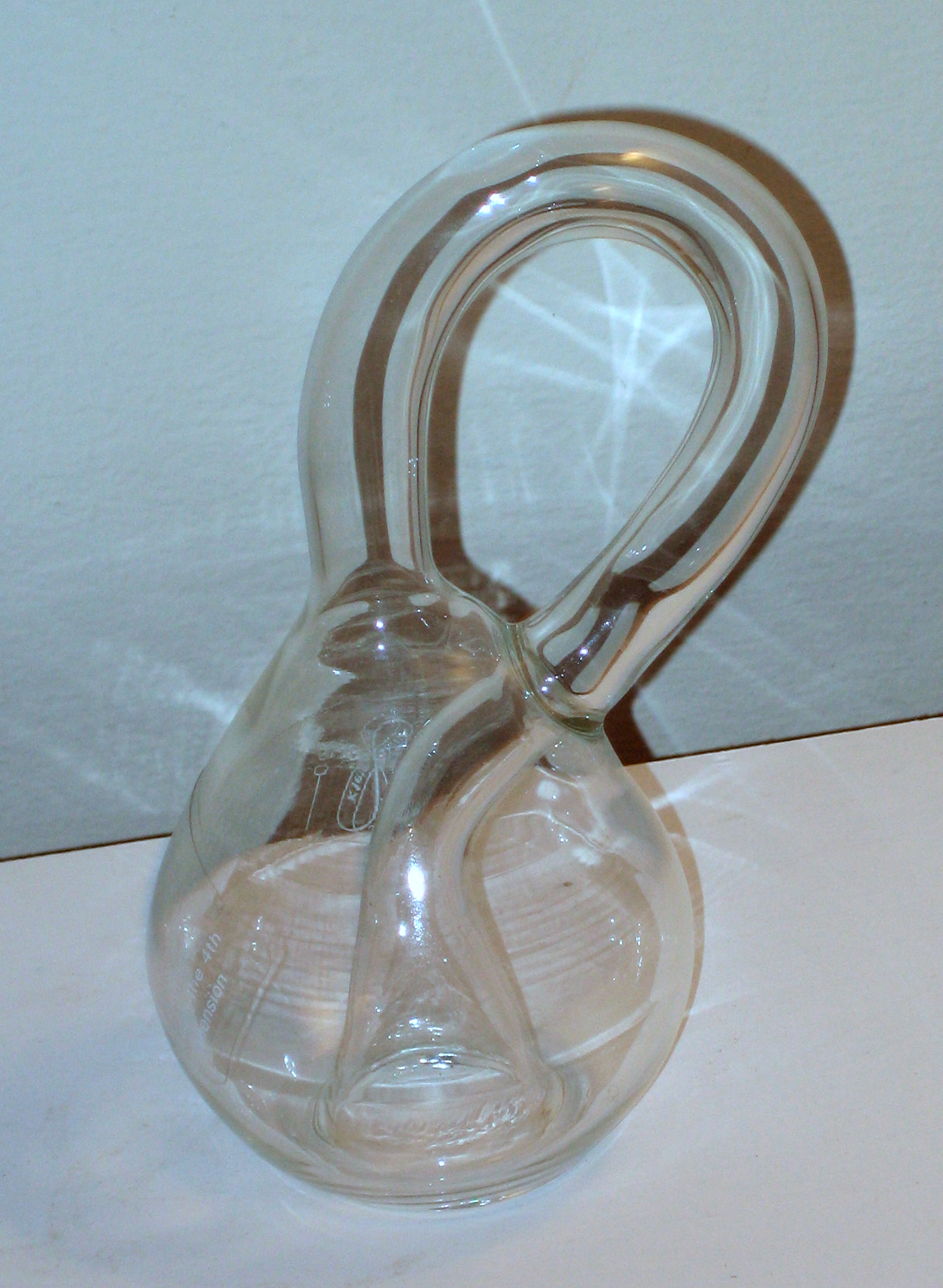
Une des bouteilles de Klein vendues par Stoll

Au cours des années 1960 et 1970, Stoll est ingénieur en chef adjoint à WBFO, une station de radio publique dans sa ville natale de Buffalo, New York.
En 1986, alors qu'il est employé comme administrateur système au Lawrence Berkeley National Laboratory, Stoll enquête sur un pirate informatique tenace - identifié plus tard comme la recrue du KGB Markus Hess - qui vole des mots de passe, pirate plusieurs comptes informatiques et tente de violer la sécurité militaire américaine. Après avoir identifié l'intrusion, Stoll met en place un honeypot pour Hess, le traquant finalement et transmettant les détails aux autorités. Il est reconnu comme l'un des premiers exemples de criminalistique numérique. À l'époque, obtenir la coopération des forces de l'ordre était un défi en raison de la nature relativement nouvelle du crime. Il décrit les événements de son enquête dans The Cuckoo's Egg: Tracking a Spy Through the Maze of Computer Espionage et dans l'article "Stalking the Wily Hacker". Le livre de Stoll a ensuite été relaté dans un épisode de NOVA de WGBH intitulé "Le KGB, l'ordinateur et moi", diffusé sur les stations PBS en 1990,.
Dans son livre de 1995 Silicon Snake Oil et un article qui l'accompagne dans Newsweek, Stoll soulève des questions sur l'influence d'Internet sur la société future, et si cela serait bénéfique. Il fait diverses prédictions dans l'article, telles que qualifier le commerce électronique de non viable (en raison d'un manque de contacts personnels et de transferts de fonds en ligne sécurisés) et l'avenir des publications d'information imprimées ("aucune base de données en ligne ne remplacera votre quotidien"). Lorsque l'article refait surface sur Boing Boing en 2010, Stoll laisse un commentaire d'autodérision : « Parmi mes nombreuses erreurs, fautes et hurlements, peu ont été aussi publics que mon hurlement de 1995. ... Maintenant, chaque fois que je pense savoir ce qui se passe, je tempère mes pensées : Peut-être que c'est faux, Cliff ..."
Stoll est professeur de physique en huitième année à la Tehiyah Day School, à El Cerrito, en Californie, et enseigne ensuite la physique à des adolescents scolarisés à domicile. Stoll est un contributeur régulier à The Site de MSNBC. Stoll est un opérateur radio amateur agréé FCC avec l'indicatif d'appel K7TA. Il apparaît fréquemment sur la chaîne YouTube Numberphile de Brady Haran.
Stoll vend des bouteilles Klein en verre soufflé sur Internet par le biais de sa société Acme Klein Bottles,. Il stocke son inventaire dans le vide sanitaire sous sa maison à Oakland, en Californie, et y accède en cas de besoin avec un chariot élévateur robotique miniature fait maison,.

## Livres
- Clifford Stoll, The Cuckoo's Egg, New York, Doubleday, 1989 (ISBN 0-370-31433-6)
- Clifford Stoll, Silicon Snake Oil — Second thoughts on the information highway, 1995 (ISBN 0-330-34442-0)
- Clifford Stoll, High-Tech Heretic: Reflections of a Computer Contrarian, 2000